# 哈尔科夫拖拉机厂
哈尔科夫拖拉机厂（烏克蘭語：Харківський тракторний завод，縮寫ХТЗ、KhTZ）位於烏克蘭第二大城哈爾科夫，1931年落成，是當時苏联第一个五年计划期间引进外国技术首批建成的拖拉机制造大型工厂。它生产了苏联第一辆拖拉机。二战期间制造了4万辆T34 坦克。纳粹德国与苏联的苏德战争期间是（哈尔科夫战役）反复争夺的最残烈战场。

## 历史
1929年春播季，整个乌克兰只有五台可用的拖拉机。因此拖拉机工业对于苏联的生存具有无可争议的重要性。1930年在哈尔科夫城外开始建厂，投入了1万名工人、红军退伍人员、共青团员住在1500座木制工棚中、使用了2千匹马、9千万块砖、16万吨钢、10万吨铁。由于施工人员几乎毫无经验，动力设备极端匮乏，开展了大规模的宣传鼓动工作，开展社会主义劳动竞赛，表扬劳动模范，如瓦匠 Arkady Mikunis在一天内砌砖1.2万块。拖拉机的几乎所有零部件，从最初的化铁到最复杂的大部件均自给生产。500名选出的技术工人被派往莫斯科、列宁格勒学习如何操作进口的生产机器。工厂基建于1931年7月基本完成。1931年8月第一台拖拉机下线。1931年10月1日工厂量产，称为“以谢尔盖·奥尔忠尼启则命名的哈尔科夫拖拉机厂”。 首任厂长Svistun。1932年工厂获得列宁勋章。
苏德战争初期，工厂疏散到斯大林格勒拖拉机厂，随后撤到阿尔泰边疆区的鲁布佐夫斯克，以阿尔泰加里宁拖拉机厂为基础，于1942年初恢复了生产。在1941年、1942年、1943年的三次哈尔科夫战役中，厂区完全被摧毁。战后搬迁回哈尔科夫。
1948年获得劳动红旗勋章。1967年获得列宁勋章。1975年获得格奥尔基·季米特洛夫勋章

## 产品

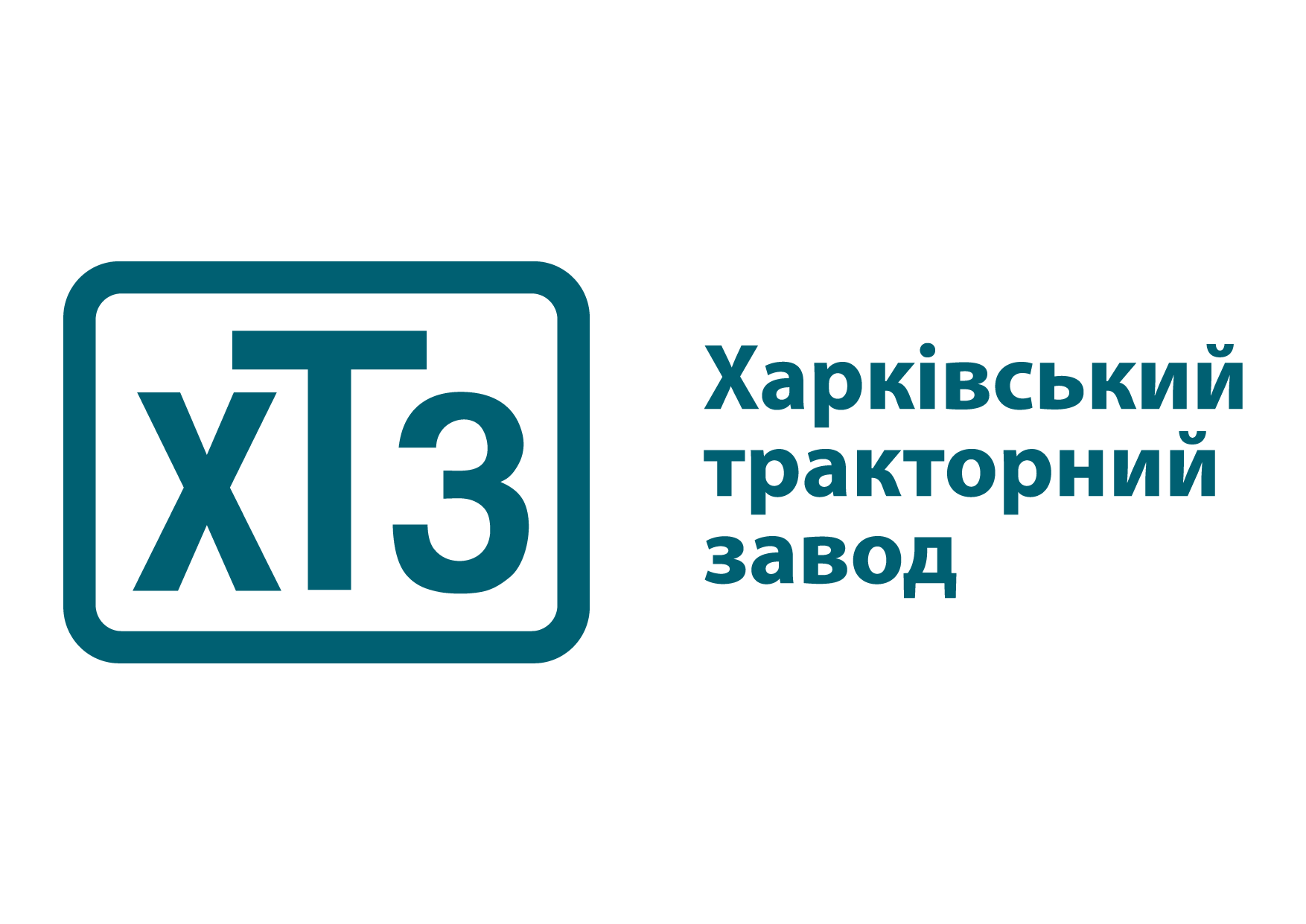
公司標誌

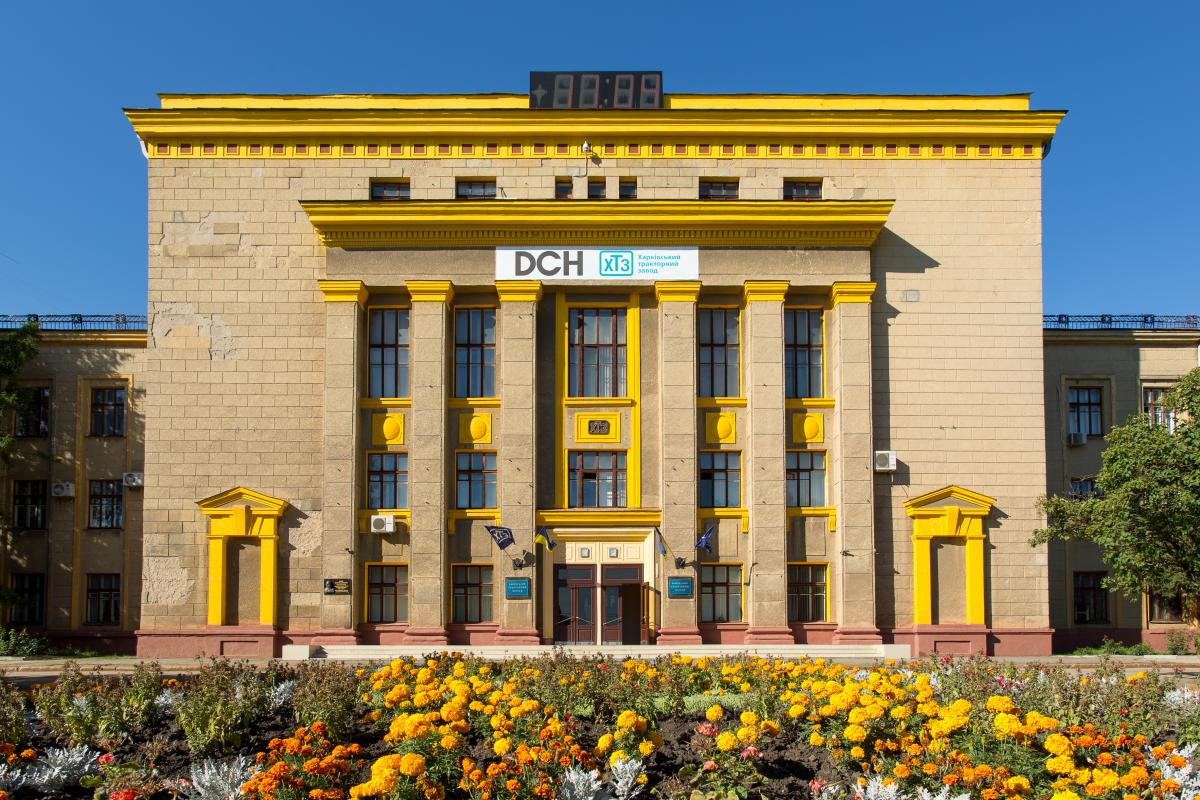
公司大門

### 拖拉机
- 斯哈特日15/30型轮式拖拉机（俄语：СХТЗ 15/30），引入美国万国收割机公司（英语：International Harvester）的麦考米克-迪灵（McCormick-Deering）15-30型
- 斯特日-纳齐履带式拖拉机(1937–49)，苏联第一款自主设计的履带拖拉机
- ДТ-54（俄语：ДТ-54） (1949–1979)：使用柴油机。中国东方红-54履带式拖拉机原型
- KhTZ-7 tractor (1950-1956)
- KhTZ-12 tractor (1952)
- DT-14 tractor (1955-1959)
- DT-20 tractor (1958-1969)
- T-75 tractor (1960-1962)
- T-16 tractor (1961-1967)
- T-74 tractor (1962-1983)
- T-125 tractor (1962-1967)
- T-25 tractor (1966-1972)
- MT-LB armoured tracked vehicle (since 1966)
- T-150K tractor (since 1971)
- T-150 tractor (since 1974)
- T-012 tractor (since 1990)
- KhTZ-2511 tractor (since 1994)
- KhTZ-5020 tractor (since 1994)
- KhTZ-161 tractor (since 1997)
- KhTZ-170 tractor (since 1997)
- KhTZ-181 tractor (since 1997)
- KhTZ-200 tractor (since 1997)
- KhTZ-308/5 combine harvester (since 2016)

### 自行火炮
- 2S22 Bohdana自行火炮

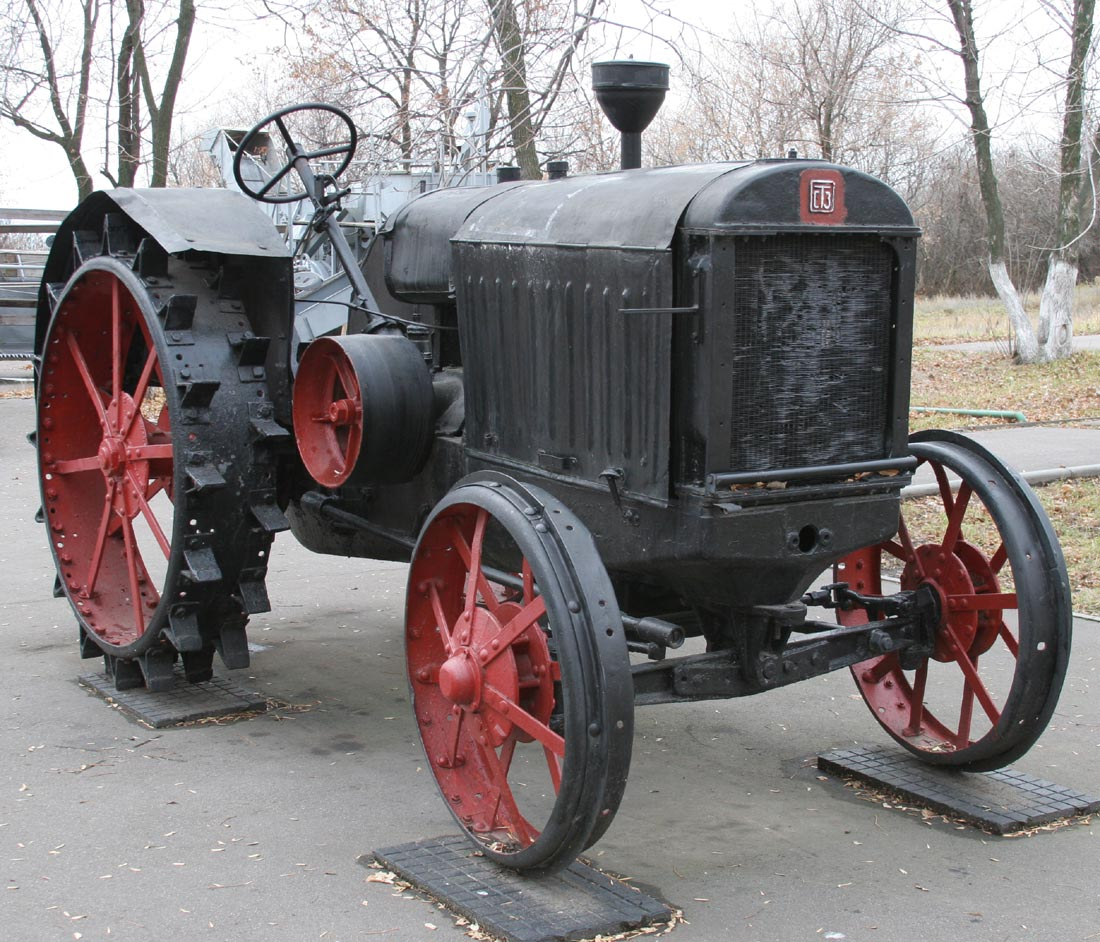
First serial SKhTZ 15-30
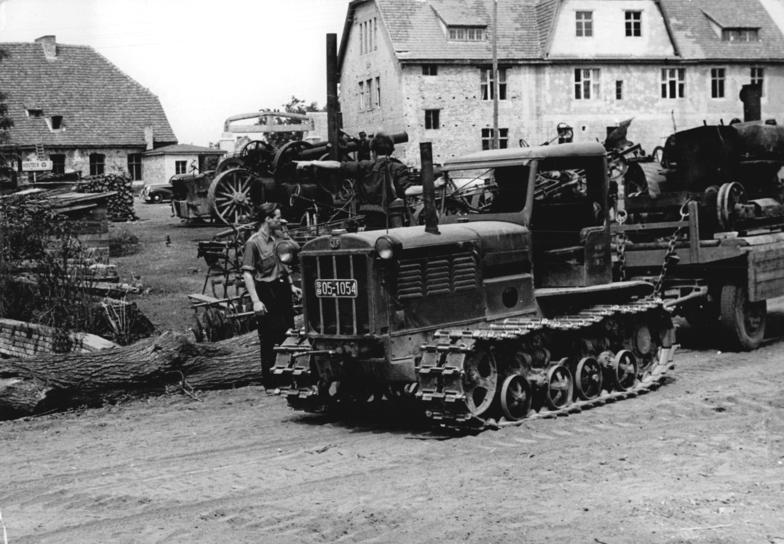
SKhTZ-NATI
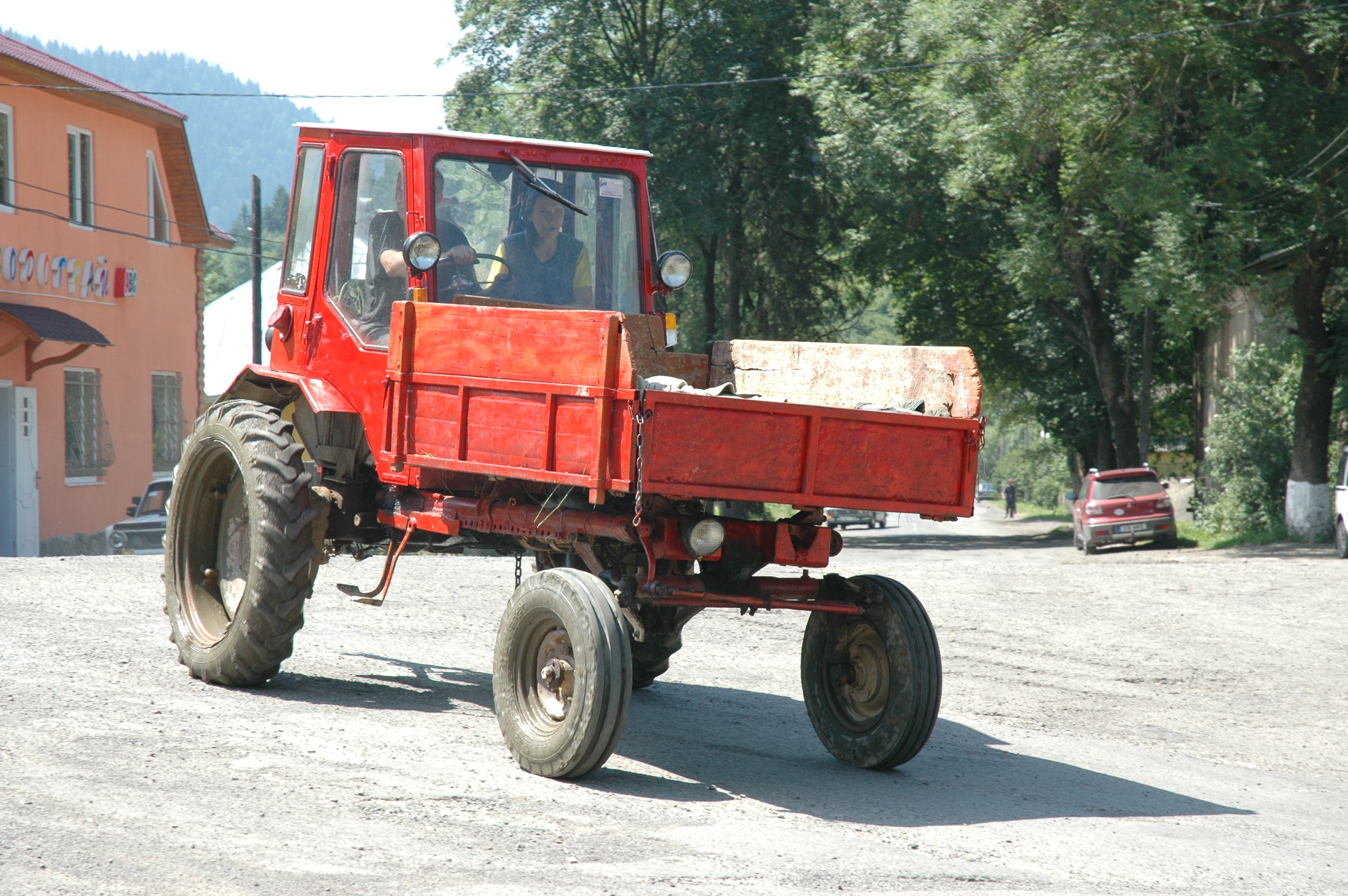
KhTZ T-16
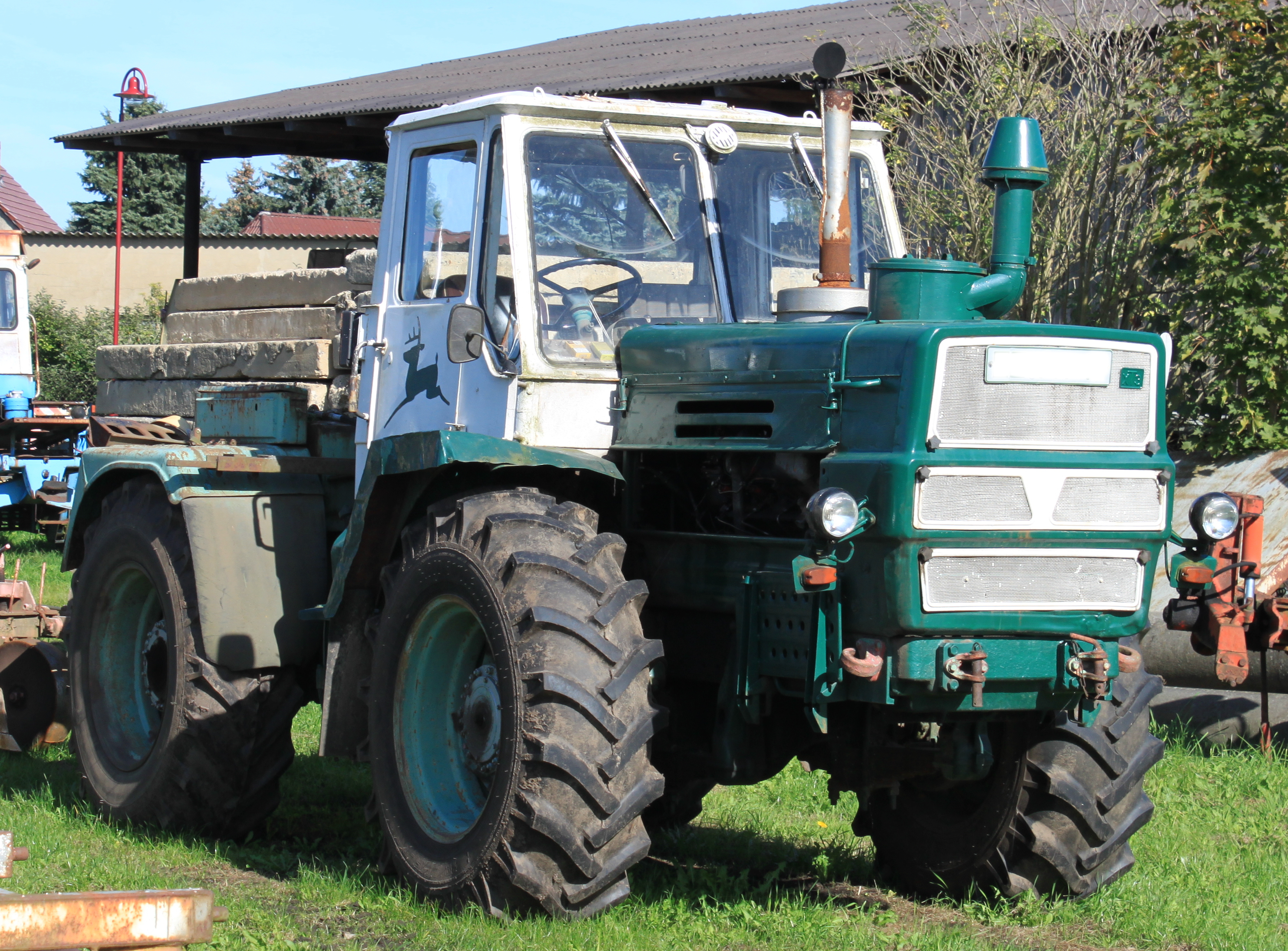
T-150K
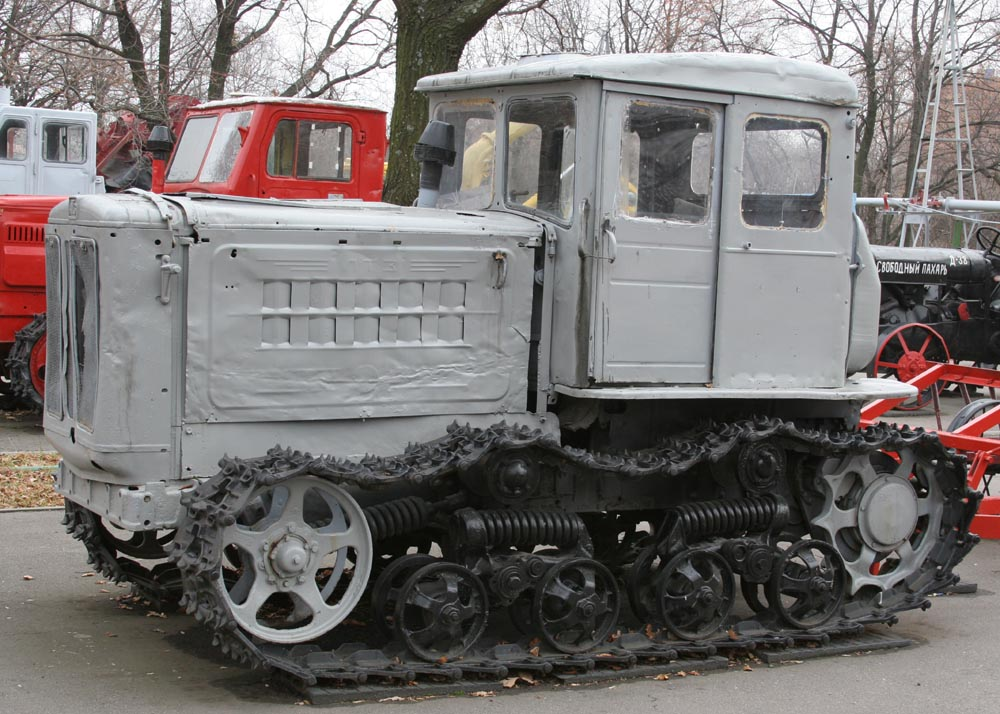
T-74
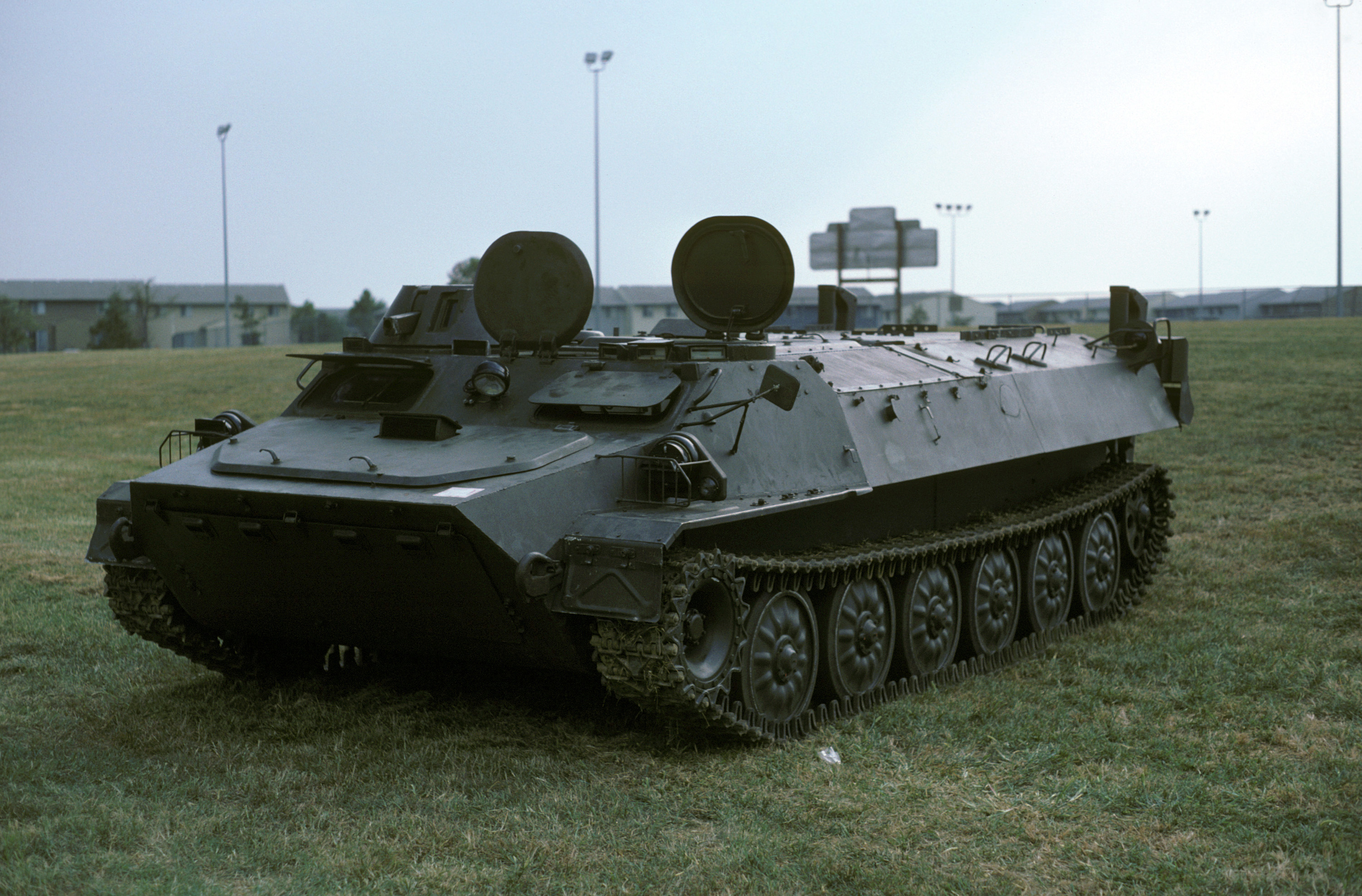
MT-LB
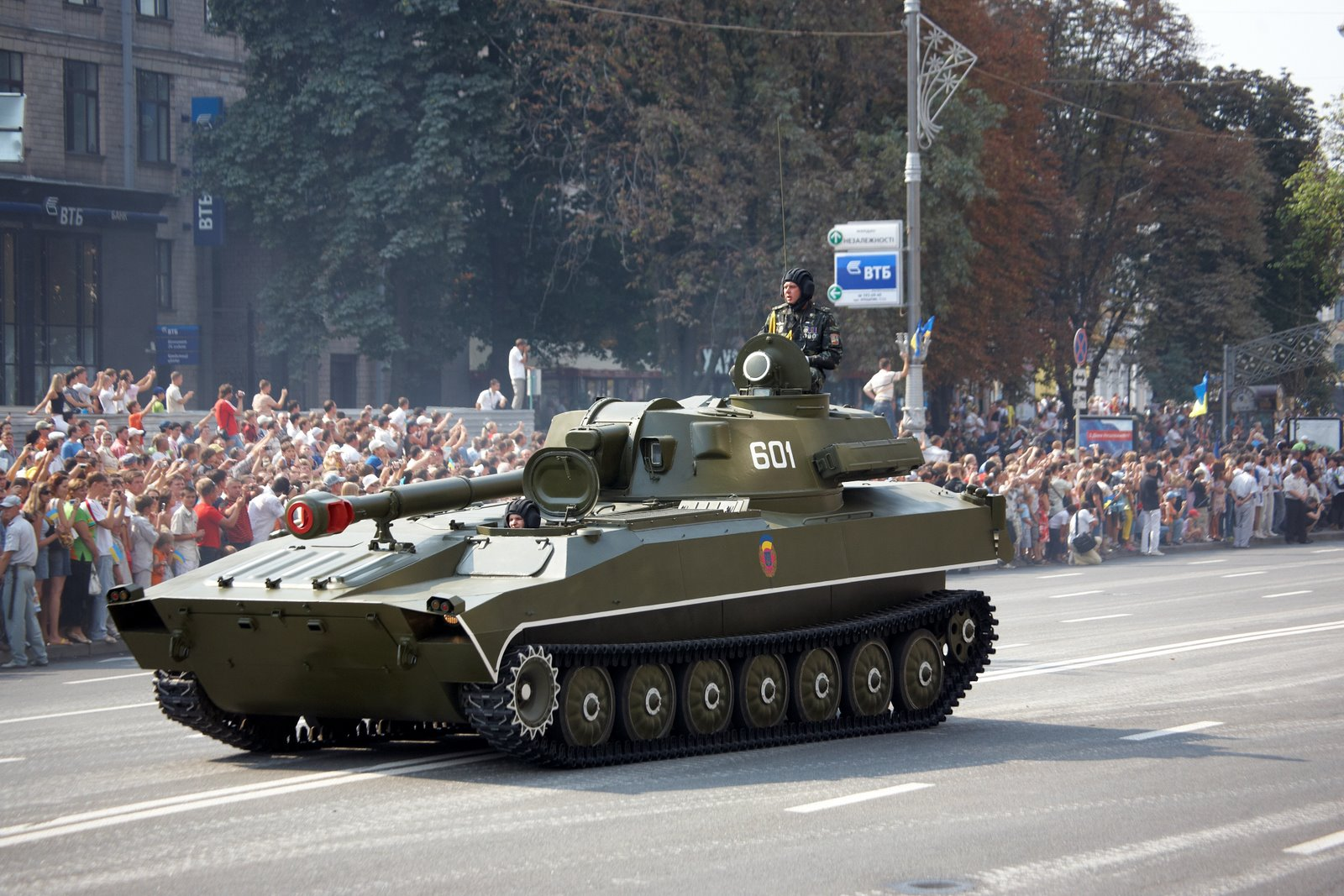
2S1 Hvozdyka
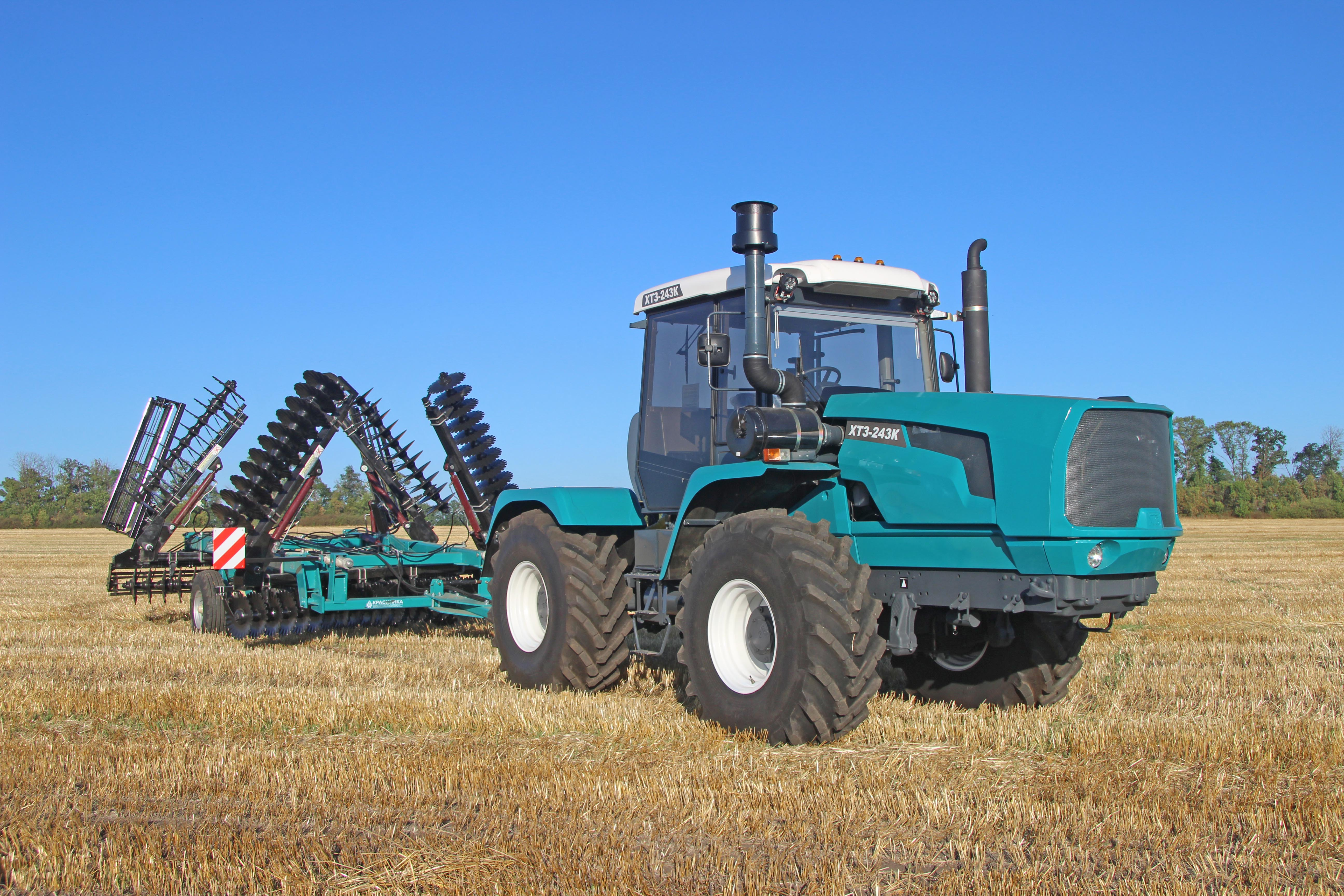
XTZ-243k.20
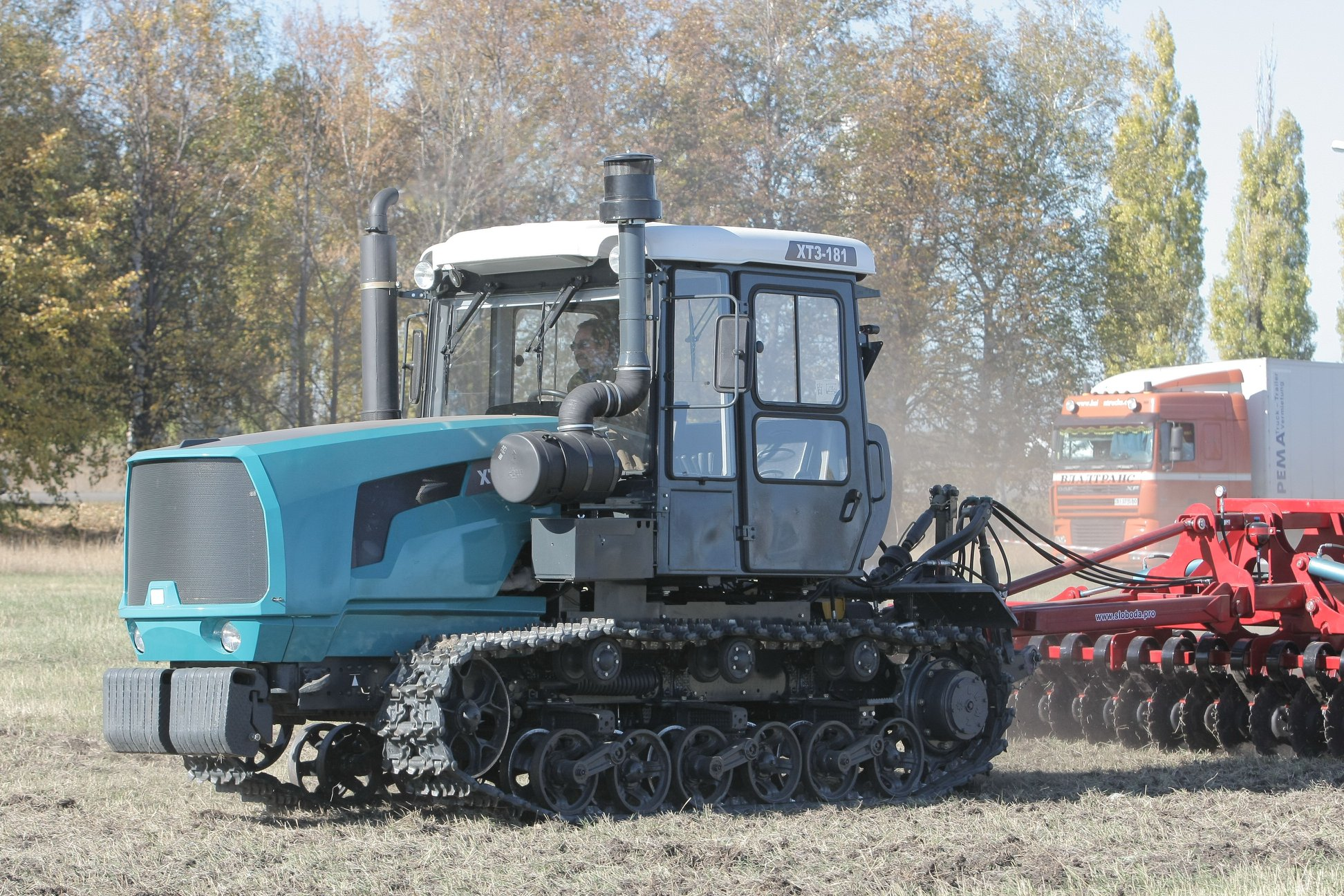
XTZ-181.20
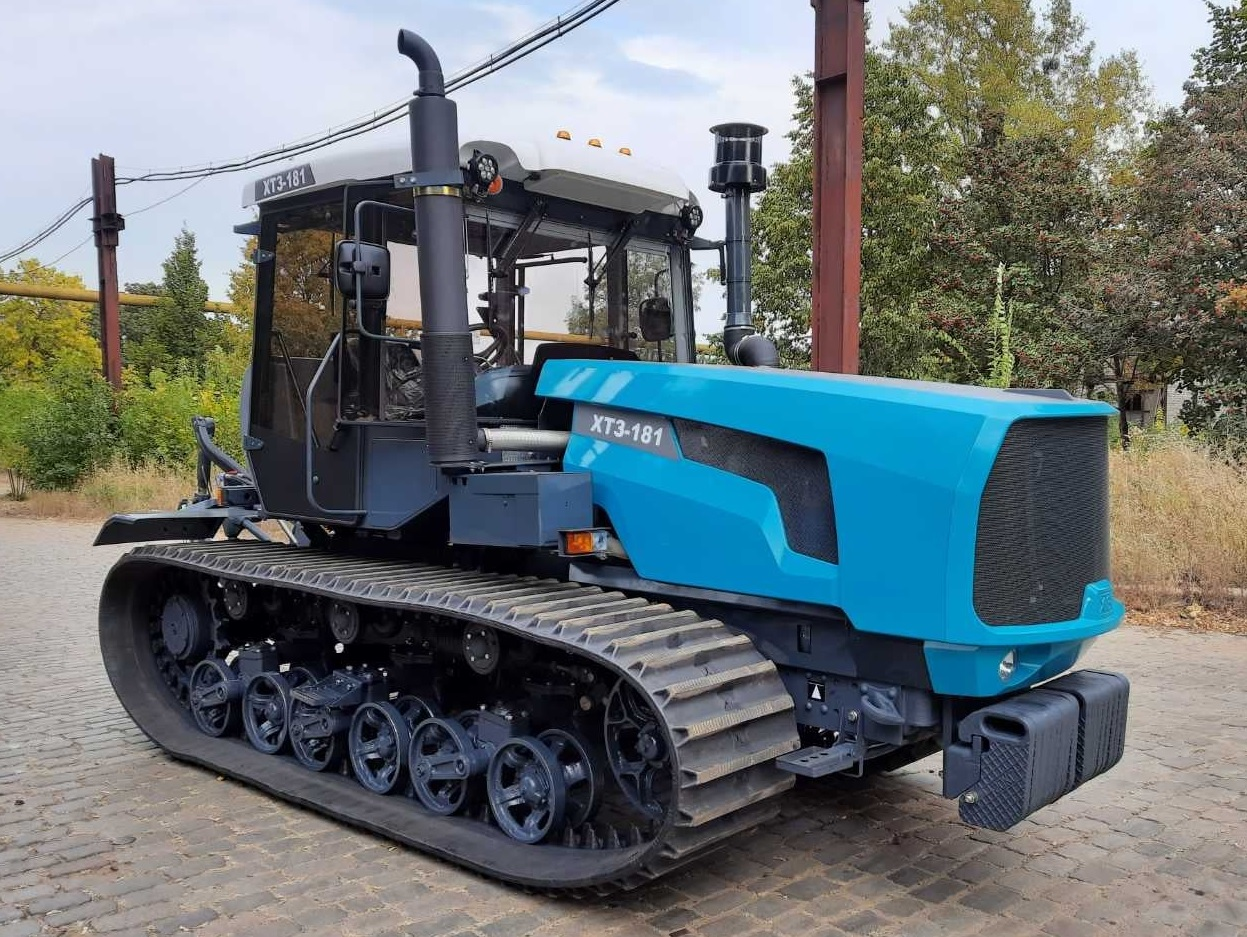
XTZ-181.22
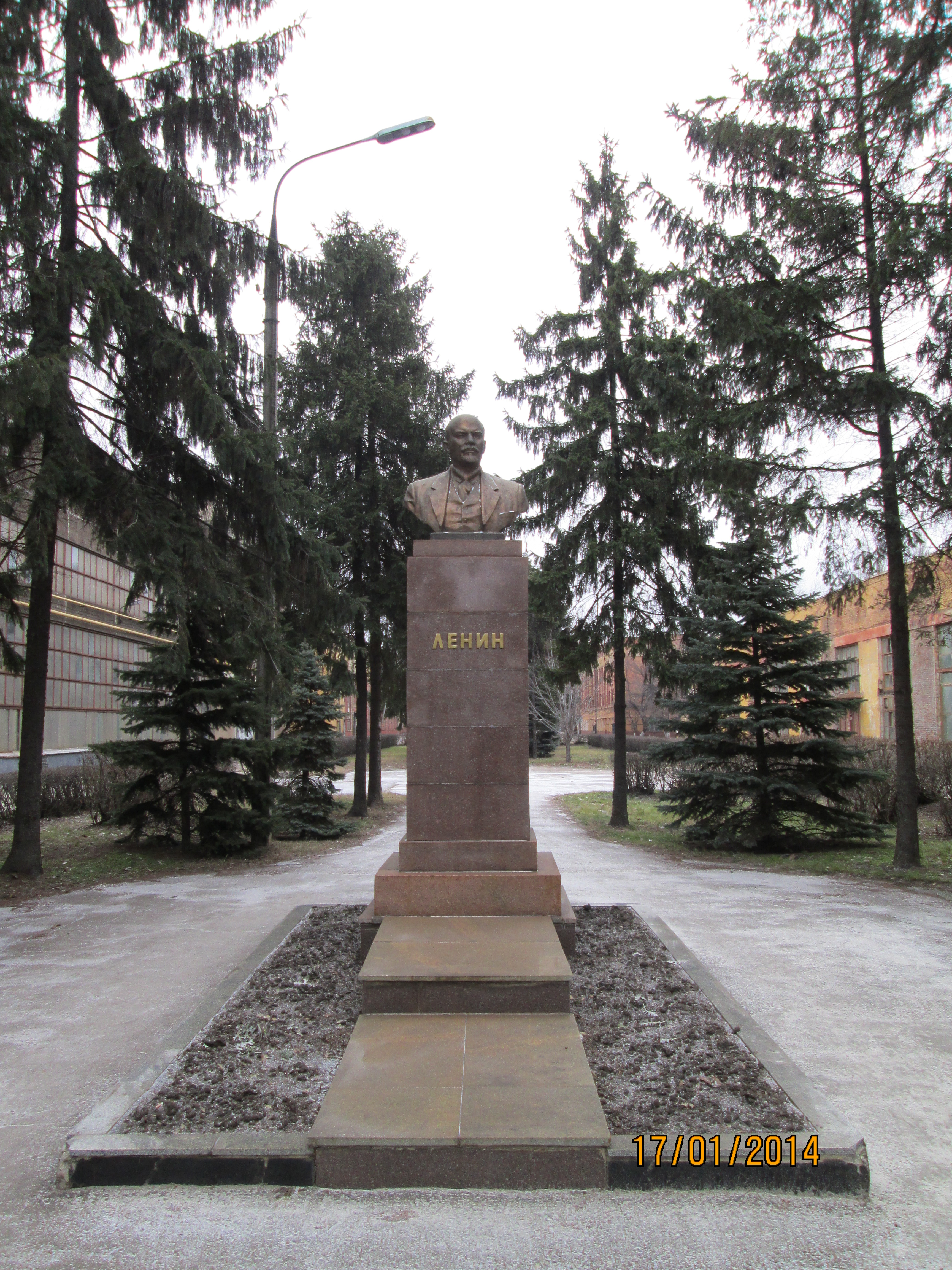
Пам'ятник Леніну
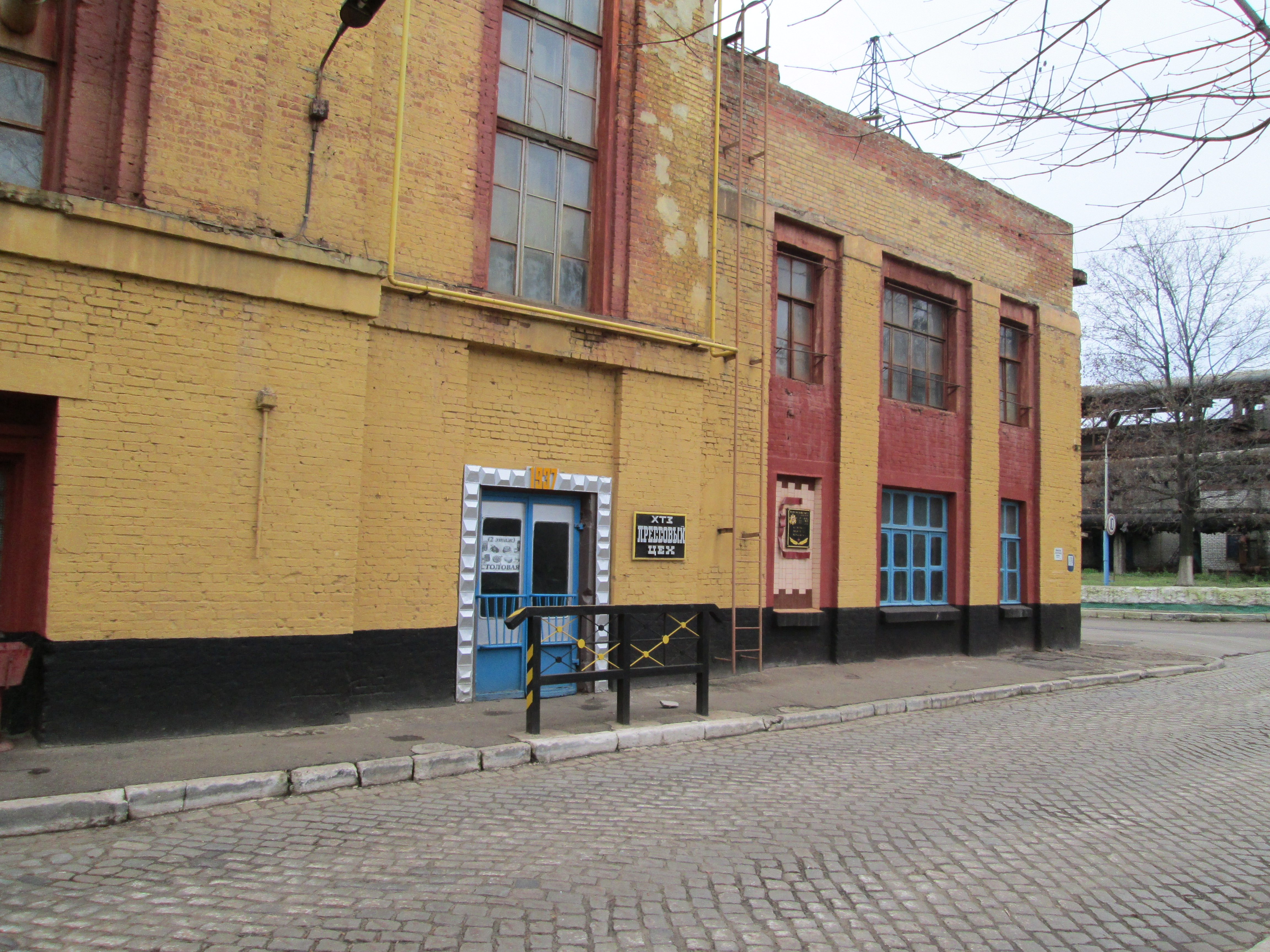
Їдальня пресового цеху
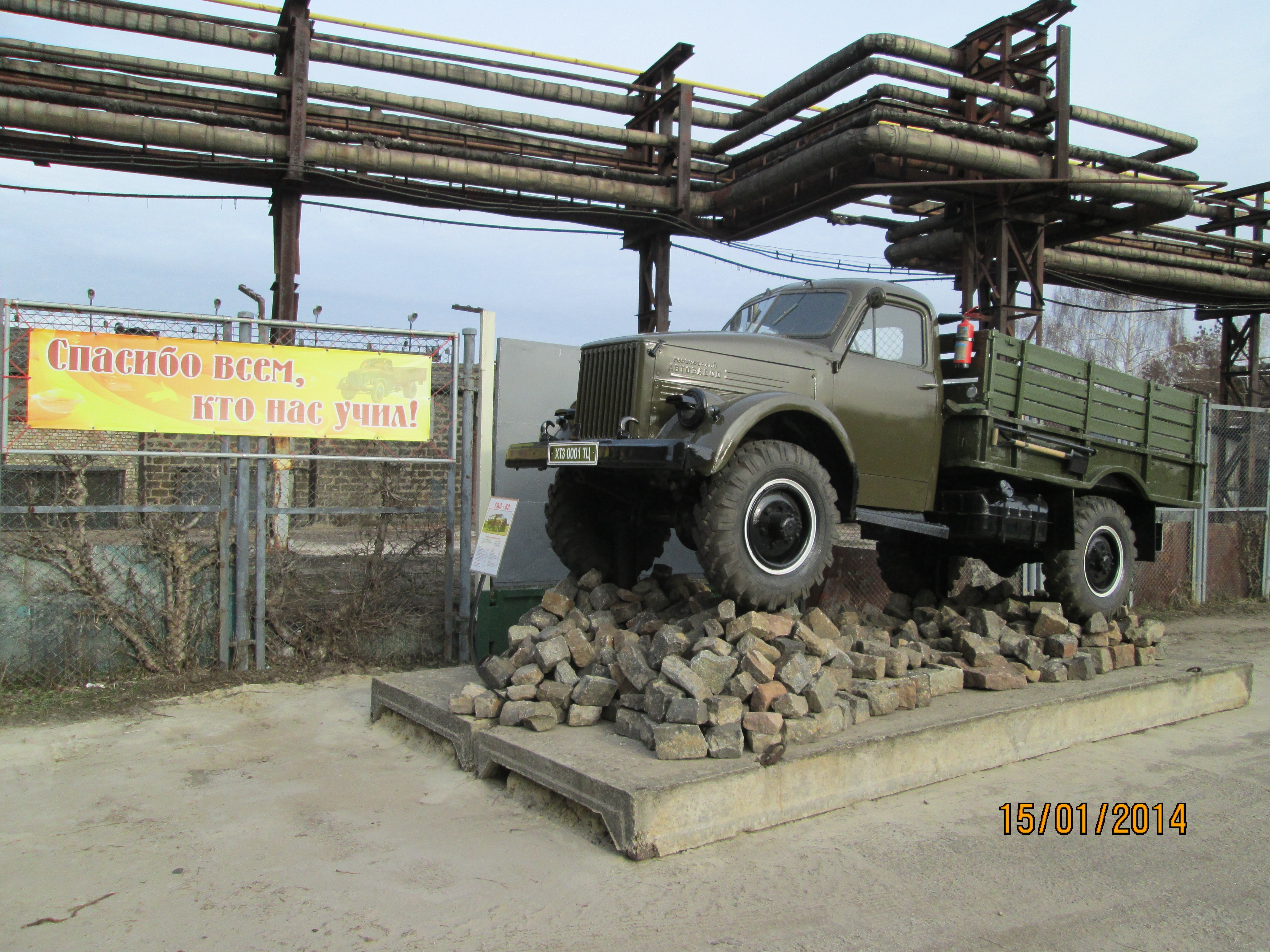
GAZ-63
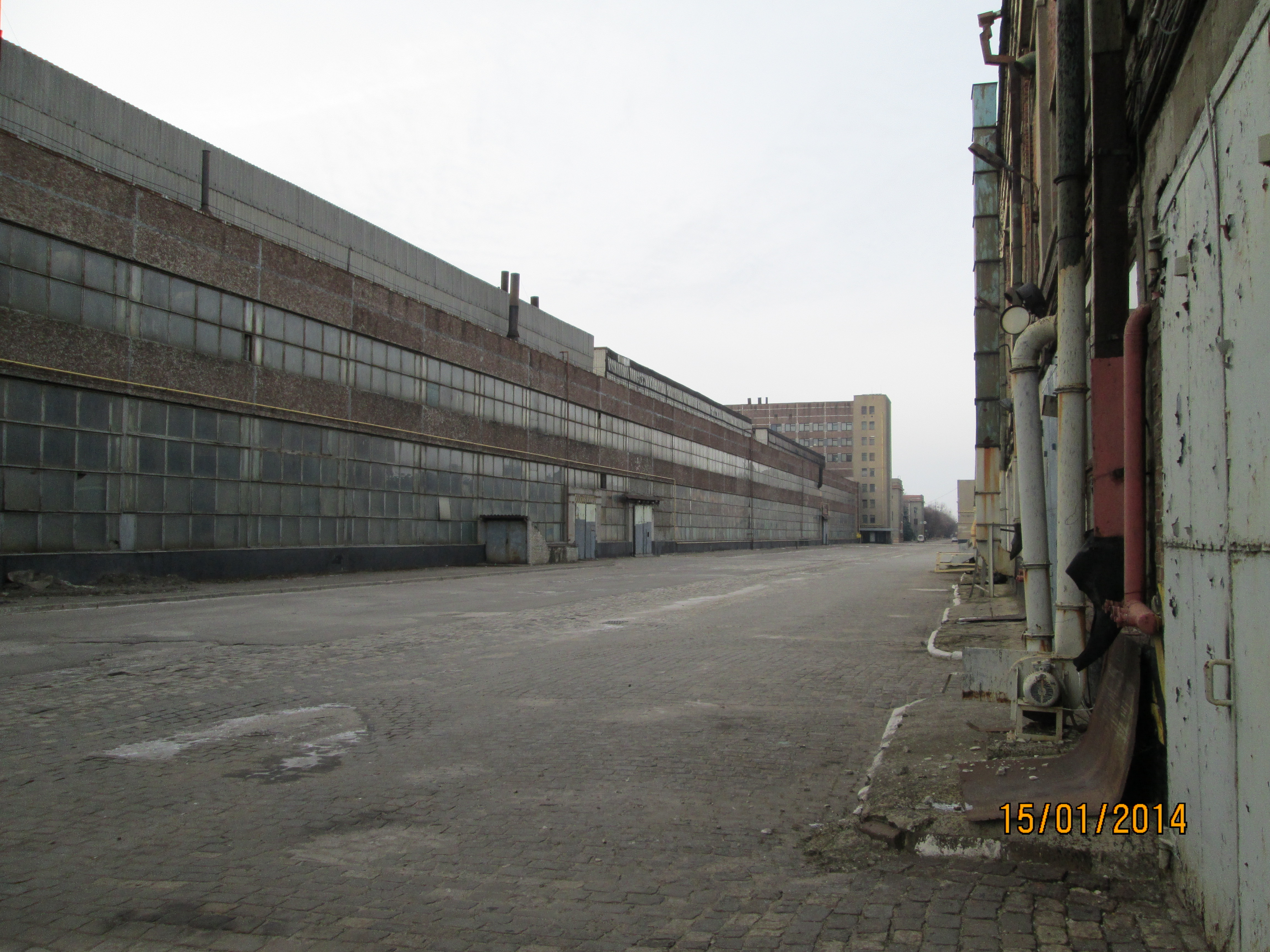
Інструментальний цех
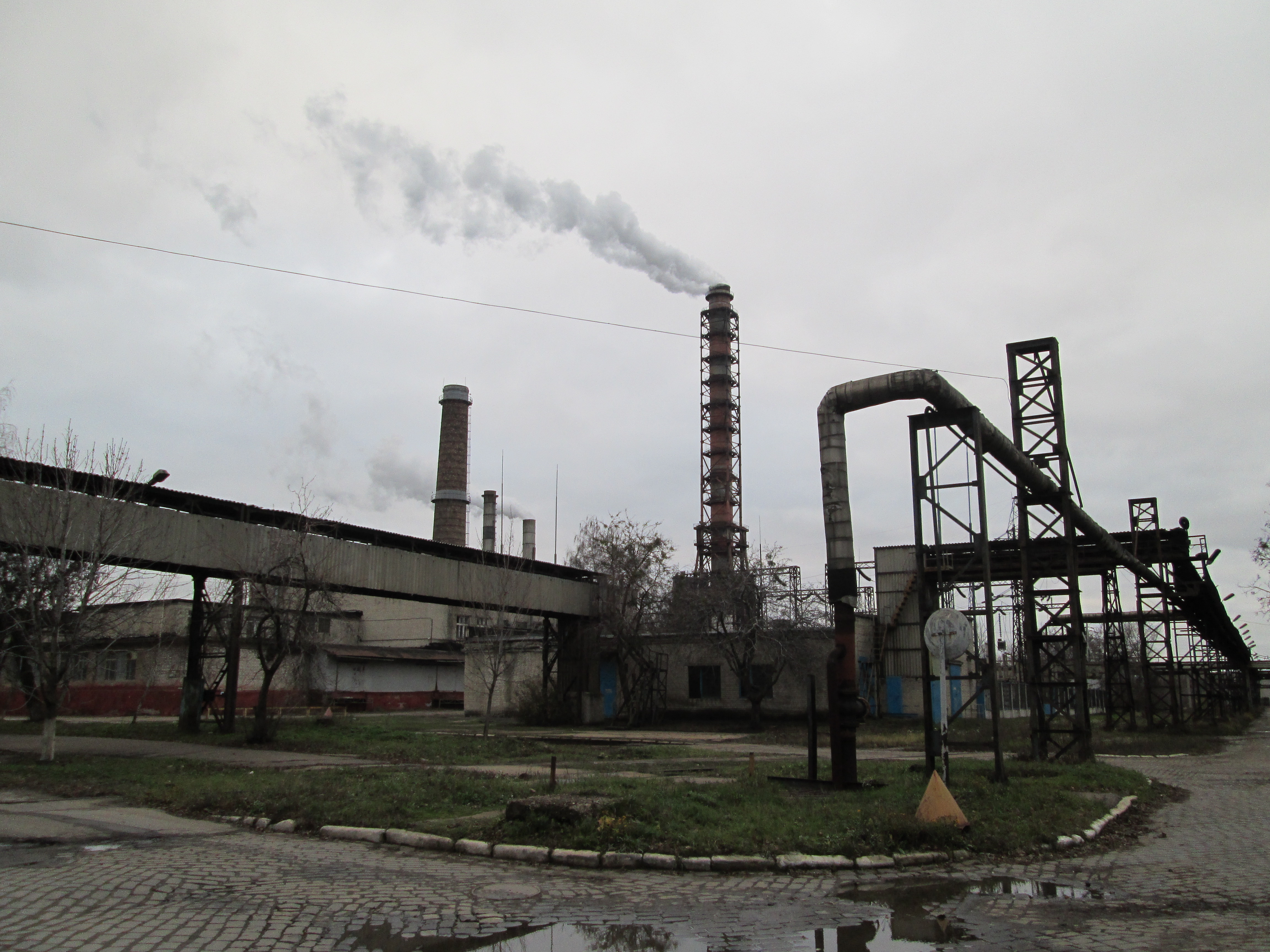
ТЕЦ-4 на території ХТЗ
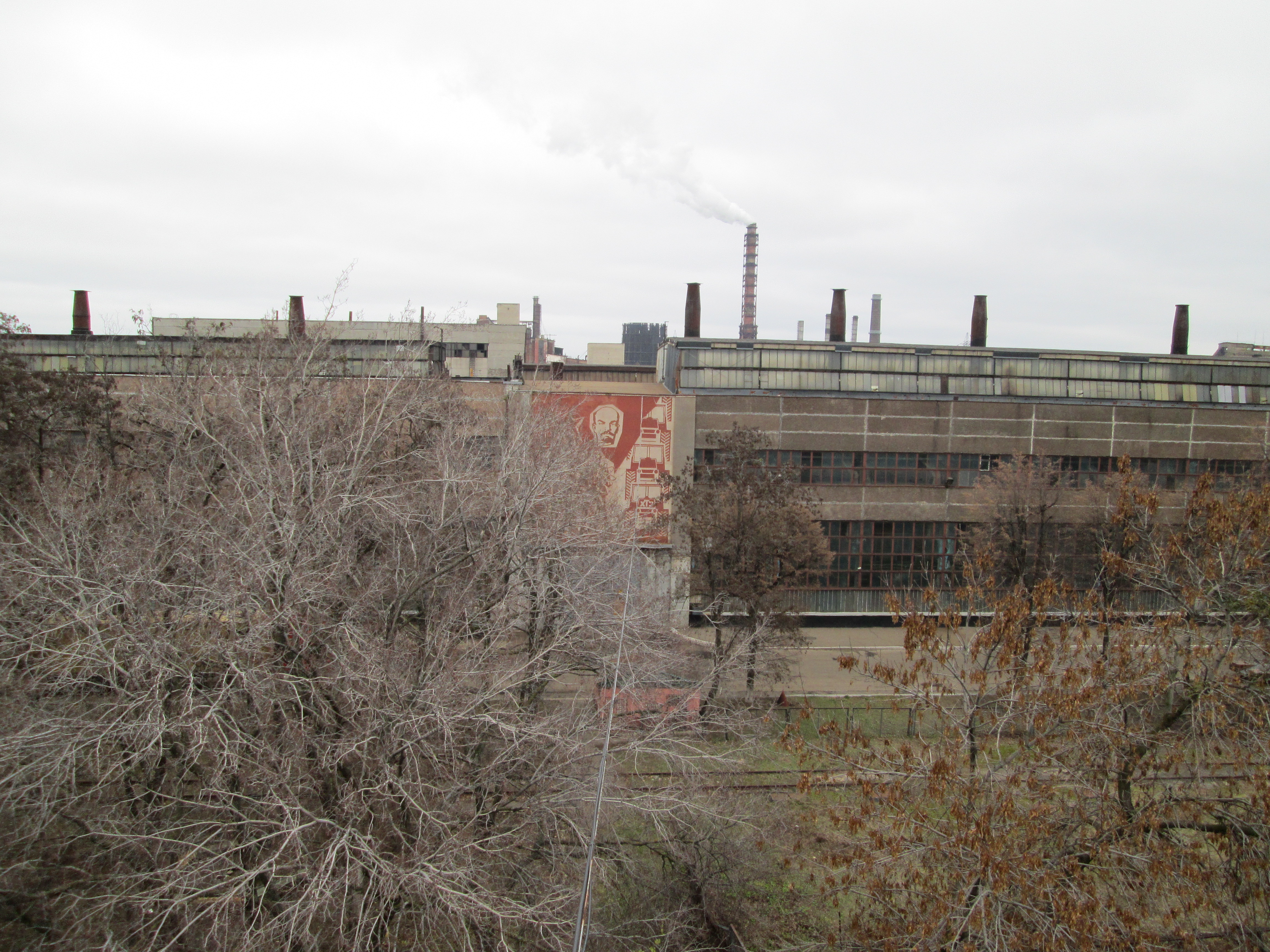
列寧
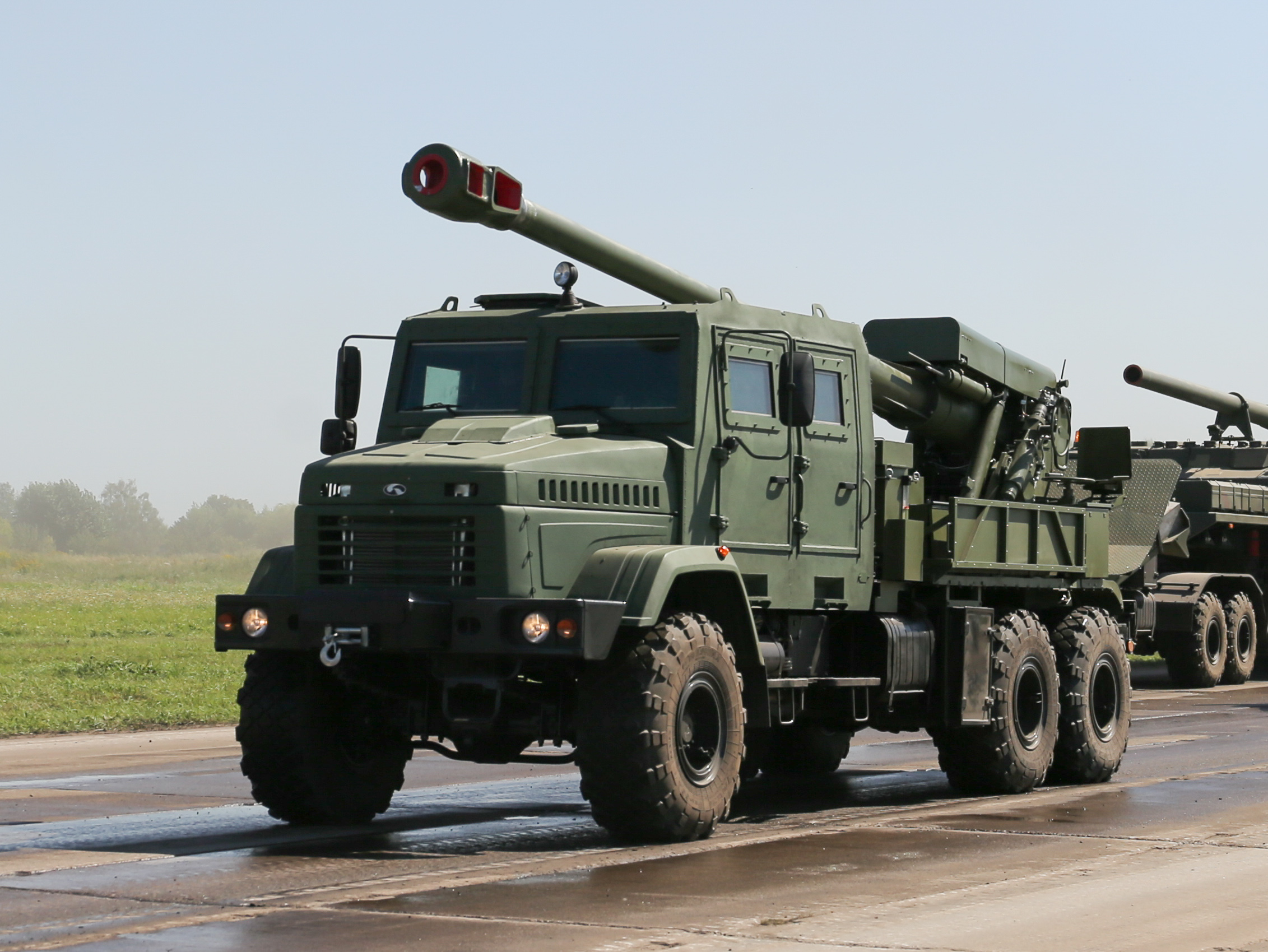
2S22 Bohdana自行火炮

## 进一步阅读
- Melnikova-Raich, Sonia. . IA, The Journal of the Society for Industrial Archeology. 2010, 36 (2): 57–80. ISSN 0160-1040. JSTOR 41933723. (abstract（页面存档备份，存于）)